# Rimanella
Rimanella is een geslacht van libellen (Odonata) uit de familie van de Amphipterygidae (Bergvlamjuffers).

## Soorten
Rimanella omvat 1 soort:
- Rimanella arcana (Needham, 1933)